# De Menten de Horne

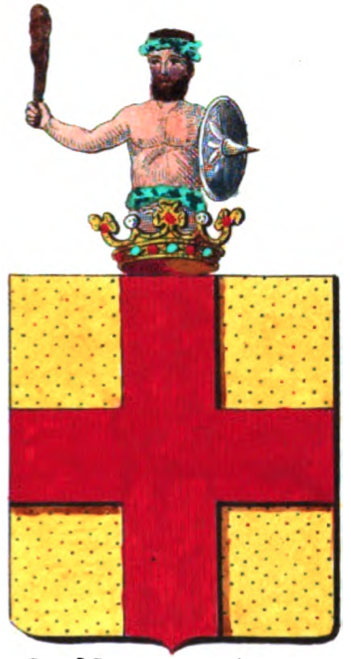
Familiewapen

De Menten de Horne is een Belgisch adellijk geslacht dat de titel ridder voert.

## Léon François de Menten de Horne
Léon François de Menten de Horne (Sint-Truiden, 3 september 1752 - 23 augustus 1822) was getrouwd in 1776 met Anne-Catherine de Corswarem (1755-1796). Ze hadden elf kinderen.
Hij was schepen in het hoog gerechtshof van Sint-Truiden. Postuum werd hij op 14 augustus 1823 erkend in de erfelijke adel met de titel ridder.

## Léon Pierre de Menten de Horne
Léon Pierre de Menten de Horne (Sint-Truiden, 9 mei 1777 - Leuven, 19 december 1841), oudste zoon van Léon-François, werd in 1816 erkend in de erfelijke adel met de titel ridder, overdraagbaar op alle afstammelingen, en benoeming in de Ridderschap van Limburg. In 1823 werd hij tot baron bevorderd, overdraagbare titel bij eerstgeboorte, terwijl de overige afstammelingen de titel ridder droegen. Hij trouwde met prinses Emmanuelle de Looz Corswarem (1774-1837). Ze hadden een zoon die jong stierf en een dochter, die trouwde met Charles de Luesemans, zodat deze tak spoedig uitstierf.

## Bonaventure de Menten de Horne
Bonaventure Jean Marie de Menten de Horne (Sint-Truiden, 25 februari 1779 - 24 januari 1823), zoon van Léon-François, werd in 1816 erkend in de erfelijke adel, met de titel ridder overdraagbaar op al zijn afstammelingen en met benoeming in de Ridderschap van Limburg. Hij bleef vrijgezel, zodat met hem deze tak uitstierf.

## De andere afstammelingen van Léon-François de Menten
- Hubert de Menten de Horne (Sint-Truiden, 1785 - Corswarem, 1813), zesde kind van Léon-François, was overleden voor de adel werd hersteld. Hij was getrouwd met Pauline de Rasquin (1787-1852) en hun vier zoons werden, uit hoofde van hun grootvader dan toch tot ridder bevorderd.
  - Camille Charles de Menten de Horne (1812-1861) trouwde met Pauline Cholet.
    - Camille Menten de Horne (1839-1925) trouwde met Nathalie de Schrijver (1848-1920). Hij werd luitenant-generaal en verkreeg de titel baron, overdraagbaar op al zijn afstammelingen.
      - Camille de Menten de Horne (° 1870), sneuvelde als een van de eerste Belgen in de Eerste Wereldoorlog op 5 augustus 1914. Citaat uit het dagboek Oosterloo in den oorlog 1914-1918 van Edward Sneyers: "DONDERDAG 6 AUG.: (Woensdag 's nachts). Commandant de Menten de Horne aan 't hoofd van zijn schadron lanciers botst op 500 Uhlanen en wordt dodelijk gewond.(tusschen Plainevaux en Esneux)" Zijn enige zoon was toen al overleden.
      - Fritz de Menten de Horne (1875-1940) werd luitenant-kolonel en trouwde met Jeanne Pirlot (1884-1952).
        - Freddy de Menten de Horne 1905-1956), trouwde met Marie-Paule de Launoit (1913-1995), dochter van graaf Paul de Launoit. Het echtpaar kreeg twaalf kinderen, met afstammelingen tot heden.
- Jean-Théodore de Menten de Horne (1789-1860) negende kind van Léon-François, trouwde met Marie Stappers (1790-1869). Hij werd lid van de Ridderschap van Limburg, lid van de Provinciale Staten van Limburg, burgemeester van Sint-Truiden en arrondissementscommissaris in Hasselt.
  - Léon de Menten de Horne (1815-1888), gemeenteraadslid van Sint-Truiden en gedeputeerde van Limburg, trouwde in 1843 met Thérèse Wyns (1821-1899). Ze kregen drie zoons en twee dochters.
    - Albert de Menten de Horne (1848-1920), provincieraadslid van Limburg en volksvertegenwoordiger, trouwde in 1878 met Jeanne Malou (1852-1917). Ze kregen een zoon.
      - Armand de Menten de Horne (1881-1946), trouwde in 1912 in Brussel met Yvonne Pauwels (1889-1953). Ze kregen twee zoons en een dochter, maar verloren hun twee zoons in twee maanden tijd. Tijdens een herdenkingsmis werd de Brabançonne gedempt uitgevoerd, maar de bezetter vond dit nog te luid en Armand werd samen met de priester, de organist en enkele sympathisanten opgepakt. Na de oorlog verliet de 63-jarige ridder de gevangenis van Merksplas zwaar ziek. Hij stierf in 1946. Er werd beslist dat hij zou worden vermeld als 'gestorven voor het vaderland'.
        - Georges de Menten de Horne (1913-1944), piloot-navigator, werd tijdens de terugvlucht naar Engeland op 1 januari 1944 neergeschoten. Het Ridder De Menten de Horneplein in Sint-Truiden is naar hen genoemd.
        - Eric de Menten de Horne (1914-1943), actief in het verzet. In februari werd hij, met andere verzetslui, opgepakt. Hij werd ter dood veroordeeld en op 20 oktober 1943 gefusilleerd. In zijn laatste brief schreef hij te sterven "voor België, voor de Koning en voor Uw aller vrijheid..."

    - Armand de Menten de Horne (1853-1939), provincieraadslid van Limburg, trouwde in 1887 in Brussel met Suzanne Gisler (1850-1894) en in 1895 in Fumal met Isabelle Mincé du Fontbaré (1853-1921), dochter van jhr. Charles Mincé du Fontbaré, burgemeester van Fumal, provincieraadslid van Namen, volksvertegenwoordiger en senator. Hij kreeg twee zoons en een dochter uit zijn eerste huwelijk en een zoon uit zijn tweede huwelijk.
      - Henry de Menten de Horne (1896-1988), cavalerieofficier en Olympisch ruiter, trouwde in 1920 in Brussel met Caroline Dumont de Chassart (1897-1987), dochter van Auguste Dumont de Chassart, burgemeester van Villers-la-Ville en senator. Ze kregen twee zoons en twee dochters, met afstammelingen tot heden.

## Ghislaine de Menten de Horne
Kunstschilder Marie Cécile Armande Ghislaine de Menten de Horne (Elsene, 1908 - Esneux, 1995) was een dochter van majoor en ridder Adelin de Menten de Horne (1876-1960) en van Marcelle Pirlot (1883-1975). 
Ze speelde een actieve rol in het Verzet tijdens de Tweede Wereldoorlog.